# Our Truth
"Our Truth" je prvi singl s albuma Karmacode gothic metal-sastava Lacuna Coil. Jedan je od soundtracka za film Underworld: Evolution i ostao je najpopularniji singl Lacuna Coila do sada, a singl i glazbeni video za pjesmu su se proslavili na top ljestvicama.